# Cenchrus gracillimus
Cenchrus gracillimus är en gräsart som beskrevs av George Valentine Nash. Cenchrus gracillimus ingår i släktet tagghirser, och familjen gräs. Inga underarter finns listade i Catalogue of Life.